# Čuburchindž
Čuburchindž nebo Čuburchindži nebo Chjaccha (abchazsky Ҷубурхьынџь nebo Хьацҳа, gruzínsky a megrelsky ჭუბურხინჯი – Čuburchindži) je vesnice v Abcházii v okrese Gali. Leží přibližně 5 km jihovýchodně od okresního města Gali. Obec sousedí na západě se Sidou, na severozápadě s Šašikvarou, na severu s Machundžrou, na severovýchodě s Dichazurgou, na východě s Ruchi a na jihovýchodě s Achali Abastumanim, které se obě nachází v gruzínském kraji Samegrelo – Horní Svanetie a odděluje je od Čuburchindži řeka Inguri, a na jihozápadě s Taglanem. Obcí prochází hlavní silnice spojující Suchumi s Gruzií a nachází se zde také hraniční přechod a kontrolní stanoviště u mostu přes řeku Inguri.
Oficiálním názvem obce je Vesnický okrsek Čuburchindž (rusky Чубурхинджская сельская администрация, abchazsky Ҷубурхьынџь ақыҭа ахадара). Za časů Sovětského svazu se okrsek jmenoval Čuburchindžský selsovět (Чубурхинджский сельсовет).

## Části obce
Součástí Čuburchindže jsou následující části:
- Čuburchindž / Čuburchindži / Chjaccha (Ҷубурхьынџь / Ҷубурхьинџьи / Хьацҳа)
- První Akjuagja / První Akvaga (Актәи Акьуагьа / Акәаӷа I) – gruz. Pirveli Akvaga (პირველი აკვაღა)
- Druhá Akjuagja / Druhá Akvaga (Аҩбатәи Акьуагьа / Акәаӷа II) – gruz. Meore Akvaga (მეორე აკვაღა)
- Zeni / Lbaa (Зени / Лбаа) – gruz. Zeni (ზენი)
- Laštra / Salchino / Satandža (Лашҭра / Салхино / Саҭанџьа) – gruz. Salchino (სალხინო)
- Čkonchumla (Ҷҟонхәымла) – gruz. Čkonchumla (ჭყონხუმლა)

## Historie
Čuburchindž byl v minulosti součástí gruzínského historického regionu Samegrelo, od 17. století pak Samurzakanu. Po vzniku Sovětského svazu byla vesnice součástí příhraničí Abchazské ASSR s Gruzií, přičemž všichni obyvatelé se hlásili ke gruzínské národnosti. Obec spadala pod okres Gali. Přímo za obcí východním směrem se nachází most přes řeku Inguri, tvořící hranici mezi Abcházií a zbytkem Gruzie.
Během války v Abcházii v letech 1992–1993 byla obec ovládána gruzínskými vládními jednotkami. Na konci této války se zdejší obyvatelé, z nichž polovina z Abcházie uprchla, ocitli pod vládou separatistické Abcházie. Dle Moskevských dohod z roku 1994 o klidu zbraní а o rozdělení bojujících stran byl Čuburchindž začleněn do nárazníkové zóny, kde se o bezpečnost staraly mírové vojenské jednotky SNS v rámci mise UNOMIG. Mírové sbory Abcházii opustily poté, kdy byla v roce 2008 Ruskem uznána nezávislost Abcházie.
Čuburchindž je od poloviny 90. let dějištěm pravidelných čtyřstranných schůzek o bezpečnosti mezi představiteli Abcházie, Gruzie, SNS a UNOMIG. Po roce 2008 byly tyto schůzky pozastaveny. Časem ale byly obnoveny.
Od roku 2008 se o bezpečnost a o hranici s Gruzií starají abchazské a ruské vojenské jednotky. V roce 2012 byla v obci uvedena do provozu nová ruská vojenská základna a ubytovna pro pohraničníky a jejich rodiny.

## Obyvatelstvo
Dle nejnovějšího sčítání lidu z roku 2011 je počet obyvatel této obce 3340 a jejich složení následovné:
- 3312 Gruzínů (99,2 %)
- 12 Rusů (0,4 %)
- 7 Abchazů (0,2 %)
- 9 příslušníků ostatních národností (0,2 %)

Před válkou v Abcházii žilo v obci 2092 obyvatel, v celém Čuburchindžském selsovětu 6457 obyvatel.